# Родригезия
Родригезия (лат. Rodriguezia) — род эпифитных, реже литофитных трявянистых симподиальных растений семейства Орхидные. 
 Все виды рода распространены в тропиках Южной Америки.
Аббревиатура родового названия в промышленном и любительском цветоводстве — Rdza.
Некоторые представители рода и гибриды с их участием популярны в комнатном и оранжерейном цветоводстве, а также широко представлены в ботанических садах.

## Этимология
Род назван в честь Мануэля Родригеса — испанского врача и ботаника.
Описан в 1794 году ботаниками Иполито Руисом Лопесом и Хосе Павоном.

## Синонимы
- Byurlingtonia Lindl., 1837
- Physanthera Bertero ex Steud., 1841

## Биологическое описание
Псевдобульбы короткие, яйцевидные, уплощенные, обычно покрыты чешуевидными листьями, могут быть собраны в плотные группы или располагаться на некотором расстоянии друг от друга. 

Листья узколанцетные, заостренные, кожистые, расположены на верхушке туберидия. 

Корни многочисленные, частично воздушные, покрыты веламеном. 

Соцветия кистевидные, мало- или многоцветковые, прямостоячие или поникающие, формируются у основания туберидиев, в пазухах чешуевидных листьев. Как правило, на одном туберидии развивается несколько цветоносов. 
Цветки яркие, от средних до крупных размеров. Верхний чашелистик и лепестки похожи друг на друга, боковые чашелистики загнутые. Губа с ноготком и коротким шпорцем. Колонка толстая. 
Поллиниев - 2.
Цветки опыляются птицами.
Виды имеющие ароматные цветки: 
 Rodriguezia decora (слабоароматные), Rodriguezia leeana (очень приятный аромат средней интенсивности), Rodriguezia venusta (сильный приятный аромат).
Все виды рода являются охраняемыми растениями. Включены во II приложение Конвенции CITES. Цель Конвенции состоит в том, чтобы гарантировать, что международная торговля дикими животными и растениями не создаёт угрозы их выживанию.

## В культуре
Температурная группа - умеренная или тёплая, в зависимости от экологии вида. 
 
Большинство видов не имеет ярко выраженного периода покоя.

Посадка производится в горшок, корзинку для эпифитов или блок. Из-за "ступенчатого" роста наиболее удобна посадка на блок. При посадке в горшки или корзинки в качестве субстрата используют кусочки коры хвойных деревьев средней фракции в смеси со сфагнумом. 
 Пересадка по мере разложения субстрата.

## Виды
Список видов (включая устаревшие названия) — по данным Королевских ботанических садов в Кью:
- Rodriguezia anomala Rolfe, 1891 = Capanemia superflua
- Rodriguezia antioquiana Kraenzl., 1920
- Rodriguezia arevaloi Schltr., 1924
- Rodriguezia bahiensis Rchb.f., 1854
- Rodriguezia barkeri Hook., 1827 = Gomesa barkeri
- Rodriguezia batemanii Poepp. & Endl., 1836
- Rodriguezia bicolor (Lindl.) Schltr., 1921
- Rodriguezia bifolia Barb.Rodr., 1881
- Rodriguezia bockiae D.E.Benn. & Christenson, 1995
- Rodriguezia brachystachys Rchb.f. & Warm. in H.G.Reichenbach, 1881
- Rodriguezia bracteata (Vell.) Hoehne, Arq. Bot. Estado São Paulo, 1952
- Rodriguezia bungerothii Rchb.f., 1887
- Rodriguezia caloplectron Rchb.f., 1883
- Rodriguezia candelariae Kraenzl., 1916
- Rodriguezia candida Bateman ex Lindl., 1837
- Rodriguezia carnea Lindl., 1843
- Rodriguezia chasei Dodson & D.E.Benn., 1989
- Rodriguezia chimorensis Dodson & R.Vásquez, 1989
- Rodriguezia cinnabarina H.G.Jones, 1975
- Rodriguezia claudiae Chiron, 2001
- Rodriguezia cochlearis Lindl., 1842 = Leochilus labiatus
- Rodriguezia compacta Schltr., 1923
- Rodriguezia corydaloides Kraenzl., 1928 = Scelochilus corydaloides
- Rodriguezia crispa Lindl., 1839 = Gomesa crispa
- Rodriguezia cuentillensis Kraenzl., 1920
- Rodriguezia decora (Lem.) Rchb.f., 1852
- Rodriguezia delcastilloi D.E.Benn. & Christenson, 1994
- Rodriguezia dressleriana R.González, 1975
- Rodriguezia eleutherosepala Barb.Rodr., 1881 = Rodrigueziopsis eleutherosepala
- Rodriguezia ensifolia Rchb.f. in W.G.Walpers, 1863 = Rodriguezia ensiformis
- Rodriguezia ensiformis Ruiz & Pav., 1798
- Rodriguezia estradae Dodson, 1982 = Rodriguezia refracta
- Rodriguezia fernandezii Dodson & D.E.Benn., 1989
- Rodriguezia flavida Garay & Dunst., 1976
- Rodriguezia fragrans (Lindl.) Rchb.f., 1852 = Rodriguezia venusta
- Rodriguezia fuerstenbergii Kraenzl., 1890 = ?
- Rodriguezia granadensis (Lindl.) Rchb.f., 1852
- Rodriguezia huebneri Schltr., 1925
- Rodriguezia inconspicua Kraenzl., 1895 = Hybochilus inconspicuus
- Rodriguezia juergensiana Kraenzl., 1898 = Capanemia superflua
- Rodriguezia lanceolata Ruiz & Pav., 1798
- Rodriguezia laxiflora Lindl., 1837 = Gomesa laxiflora
- Rodriguezia leeana Rchb.f., 1883
- Rodriguezia lehmannii Rchb.f., 1883
- Rodriguezia leochilina Rchb.f., 1871 = Goniochilus leochilinus
- Rodriguezia leucantha Barb.Rodr., 1877
- Rodriguezia limae Brade, 1932
- Rodriguezia lindenii Cogn., 1892 = Rodriguezia pubescens
- Rodriguezia lindmanii Kraenzl., 1911 = Solenidium lunatum
- Rodriguezia luteola N.E.Br., 1883
- Rodriguezia macrantha Schltr., 1924
- Rodriguezia macrostachya Regel, 1856 = Gomesa fischeri
- Rodriguezia maculata Lindl., 1840 = Leochilus oncidioides
- Rodriguezia maculata (Lindl.) Rchb.f., 1852 = Rodriguezia sticta
- Rodriguezia mascarenensis Spreng., 1826 = Arnottia inermis
- Rodriguezia microphyta Barb.Rodr., 1881 = Rodrigueziopsis microphyton
- Rodriguezia minor Schltr., 1925 = Rodriguezia carnea
- Rodriguezia negrensis (Barb.Rodr.) Cogn. in C.F.P.von Martius & auct. suc. (eds.), 1904
- Rodriguezia obscura F.Lehm. & Kraenzl., 1899 = Caucaea radiata
- Rodriguezia obtusifolia (Lindl.) Rchb.f., 1852
- Rodriguezia pardina Rchb.f., 1862
- Rodriguezia planifolia Lindl., 1827 = Gomesa planifolia
- Rodriguezia pubescens (Lindl.) Rchb.f., 1852
- Rodriguezia pulchra Løjtnant, 1978
- Rodriguezia pygmaea Kraenzl., 1909 = Capanemia pygmaea
- Rodriguezia recurva (R.Br.) Lindl., 1827 = Gomesa recurva
- Rodriguezia refracta (Lindl. ex Linden) Rchb.f., 1854
- Rodriguezia ricii R.Vásquez & Dodson, 1999
- Rodriguezia rigida (Lindl.) Rchb.f., 1852
- Rodriguezia satipoana Dodson & D.E.Benn., 1989
- Rodriguezia secunda Kunth in F.W.H.von Humboldt, 1816 = Rodriguezia lanceolata
- Rodriguezia stangeana Rchb.f., 1857 = ?
- Rodriguezia stenochila Lindl., 1846 = Scelochilus stenochilus
- Rodriguezia sticta M.W.Chase, 1987
- Rodriguezia stricta (Spreng.) Steud., 1841 = Gomesa stricta
- Rodriguezia strobelii Garay, 1956
- Rodriguezia suaveolens Lindl., 1833 = Gomesa foliosa
- Rodriguezia sucrei Braga, 1973
- Rodriguezia teuscheri Garay, 1958 = Rodriguezia lehmannii
- Rodriguezia uliginosa (Barb.Rodr.) Cogn. in C.F.P.von Martius & auct. suc. (eds.), 1904 = Capanemia superflua
- Rodriguezia vasquezii Dodson, 1989
- Rodriguezia venusta (Lindl.) Rchb.f., 1852

## Иллюстрации

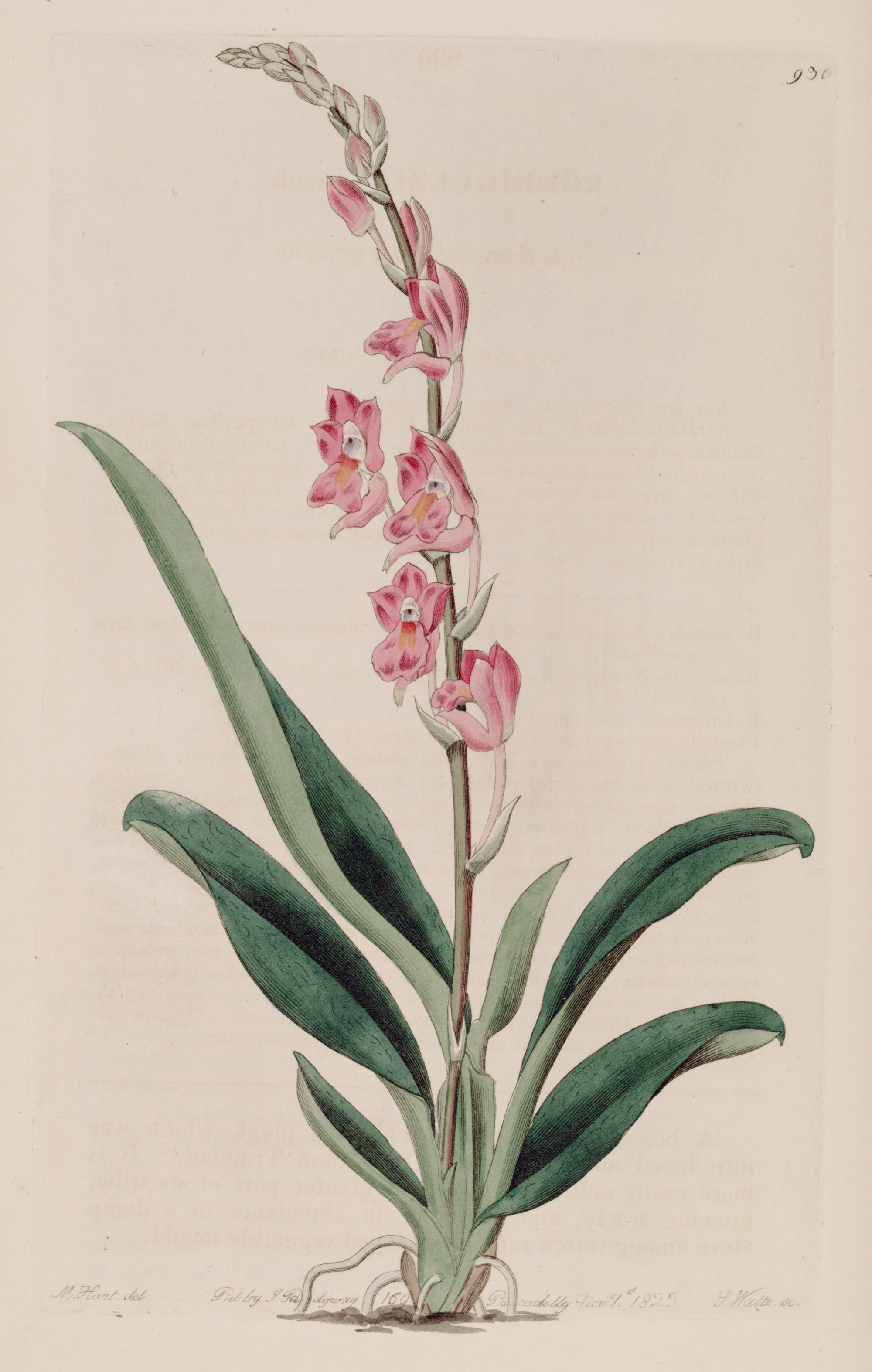
Rodriguezia secunda (=lanceolata) из книги The botanical register vol. 11 pl. 830, 1825 г.
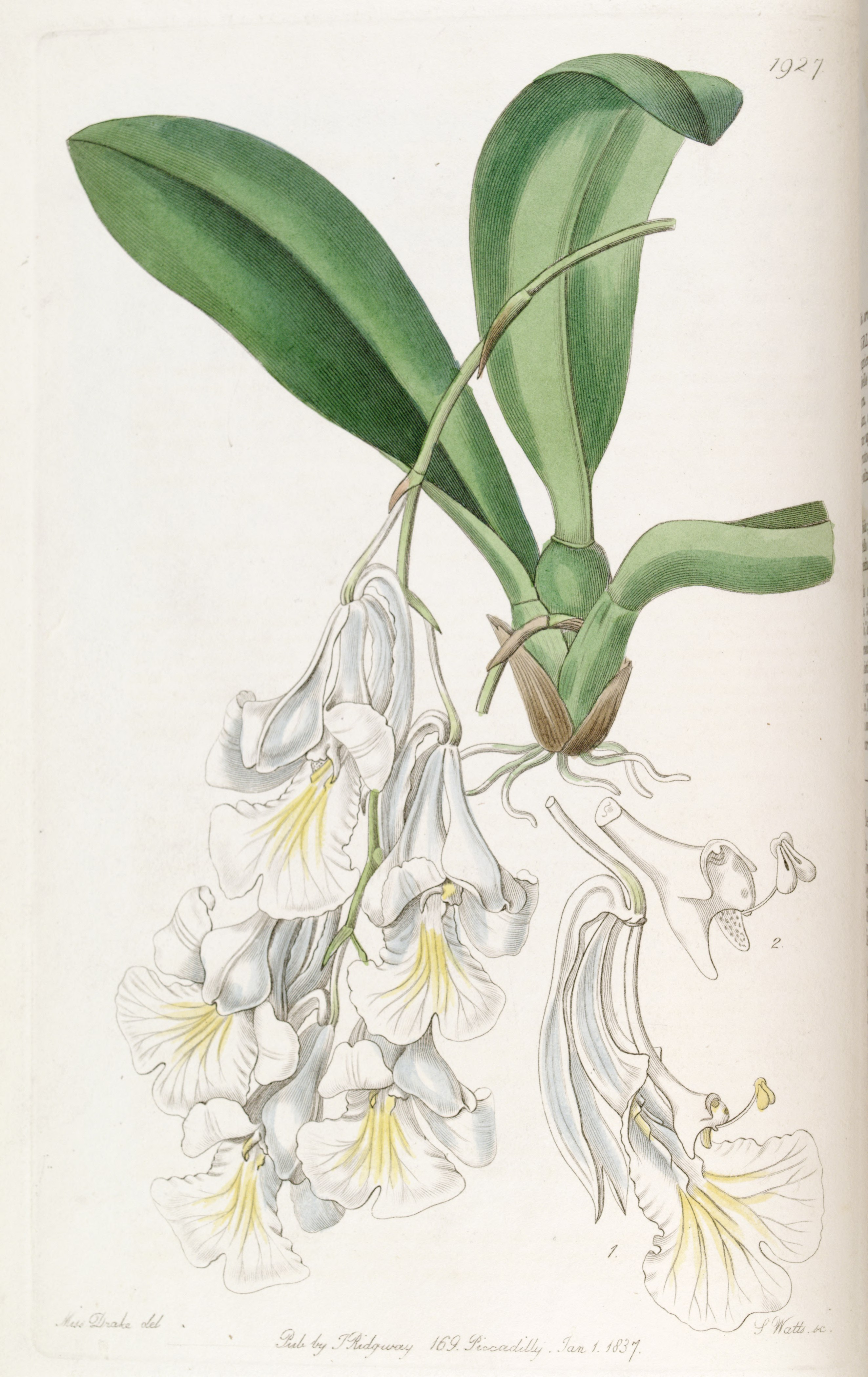
Rodriguezia candida из книги Edwards's Botanical Register, Volume 23 (N.S. 10), Plate 1927. 1837 г.
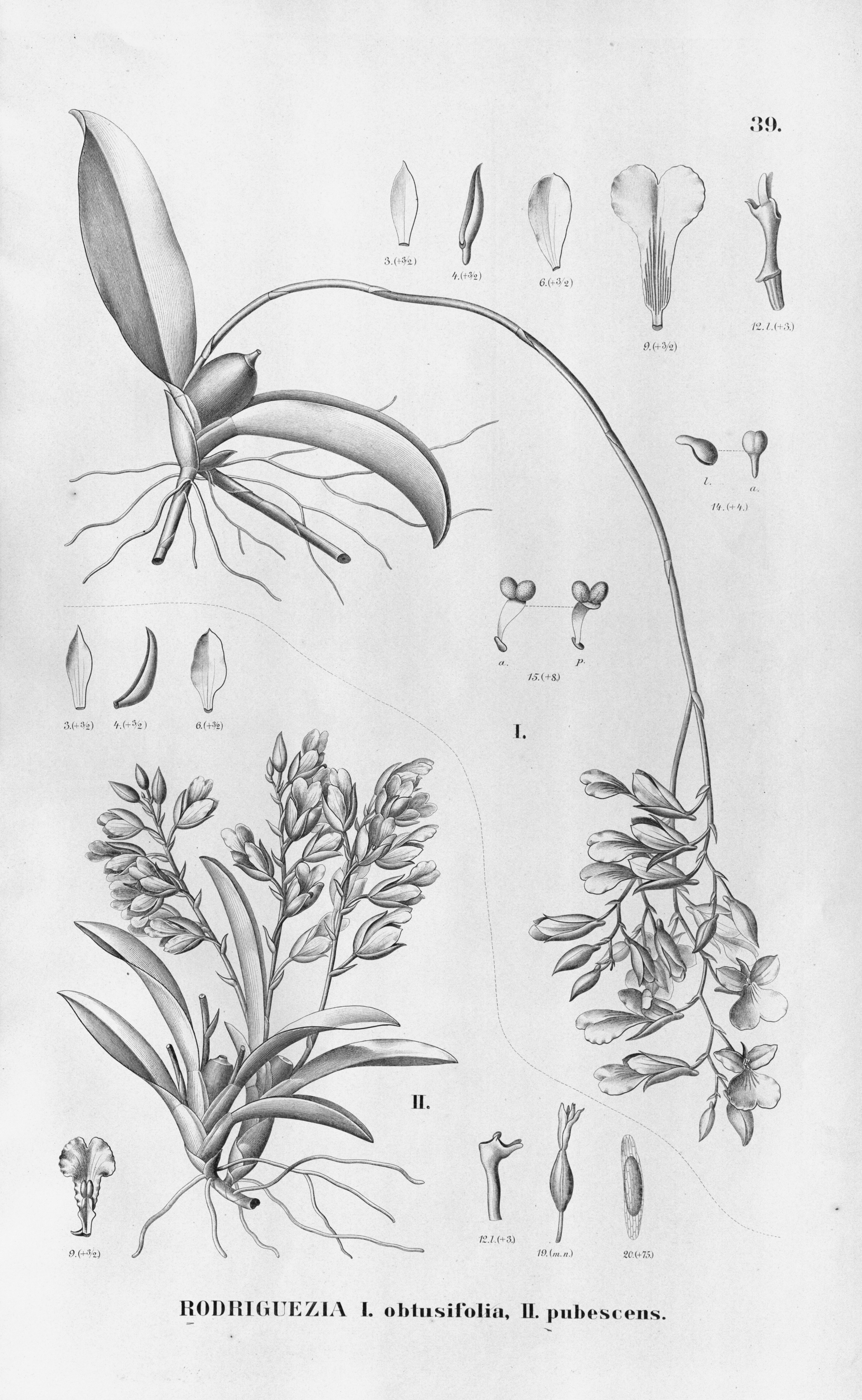
Rodriguezia obtusifolia и Rodriguezia pubescens из книги Flora Brasiliensis vol. 3 pt. 6 tab. 39, 1904-1906 гг.
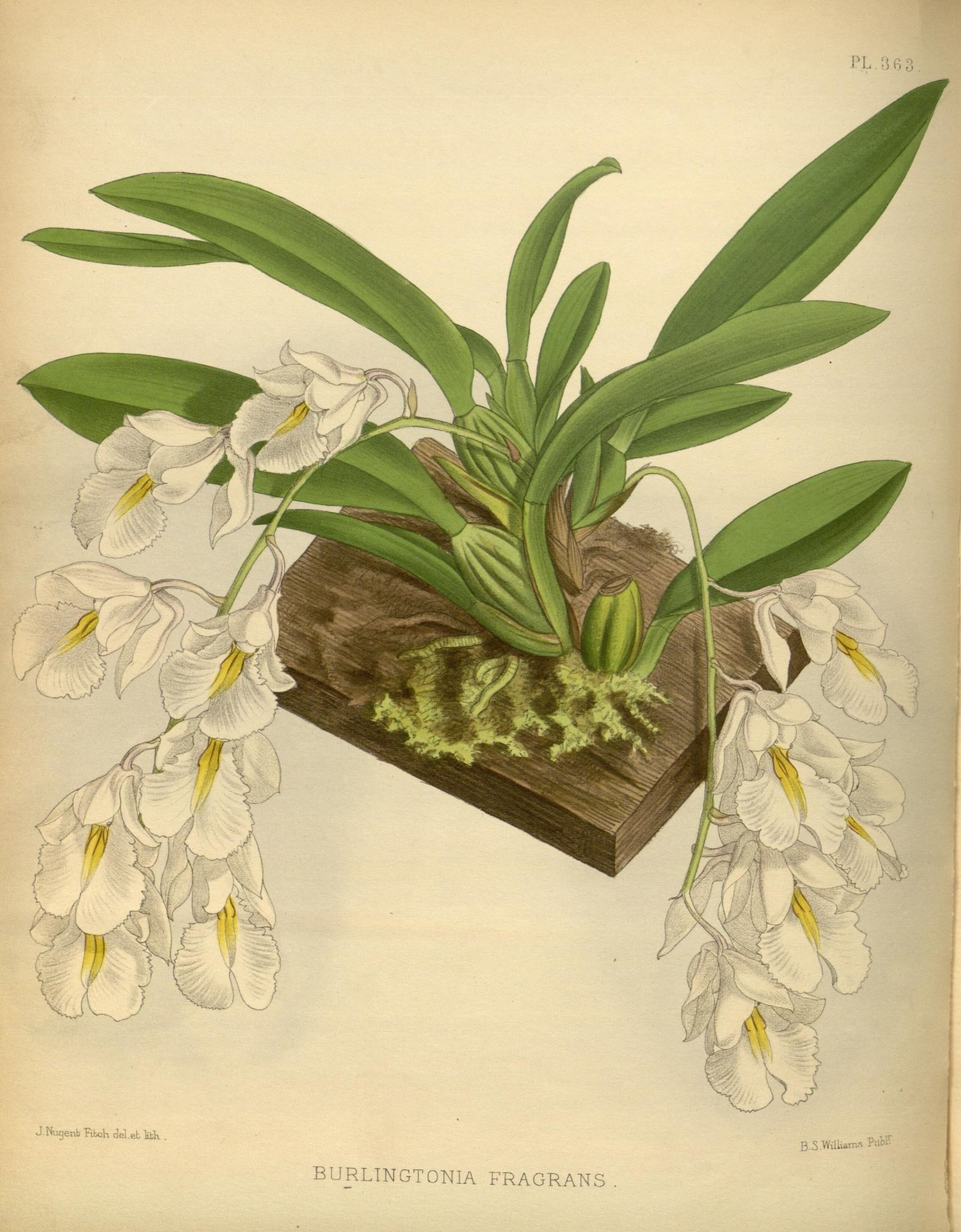
Rodriguezia venusta из книги The Orchid Album, 1889 г.